# 西藏白皮松
西藏白皮松（学名：Pinus gerardiana）是松科松属的植物。分布于阿富汗以及中国大陆的西藏等地，生长于海拔2,700米的地区，多生在河谷，目前已由人工引种栽培。西藏白皮松的种子则是大名鼎鼎的巴西松子。